# Chaunanthus
Chaunanthus là chi thực vật có hoa trong họ Cải.